# Jan Kawulok (samorządowiec)
Jan Kawulok (ur. 9 stycznia 1958 w Istebnej) – polski menedżer i samorządowiec, przewodniczący Sejmiku Województwa Śląskiego w latach 2018–2022.

## Życiorys
Absolwent Technikum Mechaniczno-Elektrycznego w Cieszynie i studiów z automatyki na Wydziale Automatyki i Informatyki Politechniki Śląskiej. Pracował m.in. przez 20 lat w Zespole Zakładów Opieki Zdrowotnej w Cieszynie, pełnił funkcję dyrektora tej instytucji. W 2008 objął stanowisko dyrektora pogotowia ratunkowego w tym mieście.
Związał się z Prawem i Sprawiedliwością, zasiadł w zarządzie ugrupowania w powiecie cieszyńskim. W wyborach w 2006, 2010, 2014, 2018 i 2024 był wybierany w skład sejmiku śląskiego. W kadencji 2006–2010 pozostawał jego wiceprzewodniczącym. Sprawował także funkcję przewodniczącego Komisji Statutowo-Regulaminowej oraz przewodniczącego klubu radnych PiS. W 2011 bez powodzenia kandydował do Senatu w okręgu nr 79, zajmując 2. miejsce na 5 kandydatów z wynikiem 30,07% głosów.
21 listopada 2018 został wybrany na przewodniczącego sejmiku śląskiego VI kadencji, odwołano go z tej funkcji w listopadzie 2022.

## Odznaczenia
W 2021 został odznaczony Złotym Krzyżem Zasługi.